# Лерой, Глория
Гло́рия Леро́й (англ. Gloria LeRoy; 7 ноября 1925, Бусайрус, Огайо, США — 24 мая 2018, Лос-Анджелес, Калифорния, США) — американская актриса.

## Биография
Глория Жаклин Лерой родилась в Бусайрусе (штат Огайо, США). У неё был младший брат — актёр Кеннет ЛеРой (род. 1927). Она появилась на Бродвее в «Художниках и моделях» с Джеки Глисоном в 1943 году.
У Лерой была разнообразная карьера: на сцене, в кино и на телевидении. В 2009 году Лерой появилась в пятом сезоне «Отчаянных домохозяйках» в роли Роуз Кемпер. В 2010 году Лерой появилась в «Бесстыдниках» в роли тёти Джинджер.

## Избранная фильмография
| Год       |   | Русское название                          | Оригинальное название                        | Роль                          |
| --------- | - | ----------------------------------------- | -------------------------------------------- | ----------------------------- |
| 1972—1974 | с | Дымок из ствола                           | Gunsmoke                                     | Клэр / Мейди                  |
| 1972—1978 | с | Все в семье                               | All in the Family                            | разные персонажи              |
| 1974—1976 | с | Улицы Сан-Франциско                       | The Streets of San Francisco                 | Официантка / Миссис Ледбеттер |
| 1975—1976 | с | Баретта                                   | Baretta                                      | Дорис Мазурски / Злая Ванда   |
| 1978      | с | Однажды за один раз                       | One Day at a Time                            | Гортензия Герси               |
| 1978      | ф | Братья по крови                           | Bloodbrothers                                | Сильвия                       |
| 1980      | с | Трое — это компания                       | Three's Company                              | Нэнси                         |
| 1982—1984 | с | Блюз Хилл-стрит                           | Hill Street Blues                            | Рина                          |
| 1986      | ф | Сид и Нэнси                               | Sid and Nancy                                | Бабушка                       |
| 1986      | с | Фэлкон Крест                              | Falcon Crest                                 | Жена министра                 |
| 1987      | с | Охотник                                   | Hunter                                       | Владелица дома                |
| 1987      | ф | Пьянь                                     | Barfly                                       | Бабушка Моузес                |
| 1988      | с | Золотые девочки                           | The Golden Girls                             | Участница группы              |
| 1989      | с | Дни нашей жизни                           | Days of Our Lives                            | Куини                         |
| 1991      | с | Флэш                                      | The Flash                                    | Пёрл                          |
| 1993      | с | Лоис и Кларк: Новые приключения Супермена | Lois & Clark: The New Adventures of Superman | Беатрис                       |
| 2009      | с | Отчаянные домохозяйки                     | Deperate Housewives                          | Роуз Кемпер                   |
| 2011—2012 | с | Бесстыжие                                 | Shameless                                    | тётя Джинджер                 |